# Ausfahrt an der Möllenvogtei

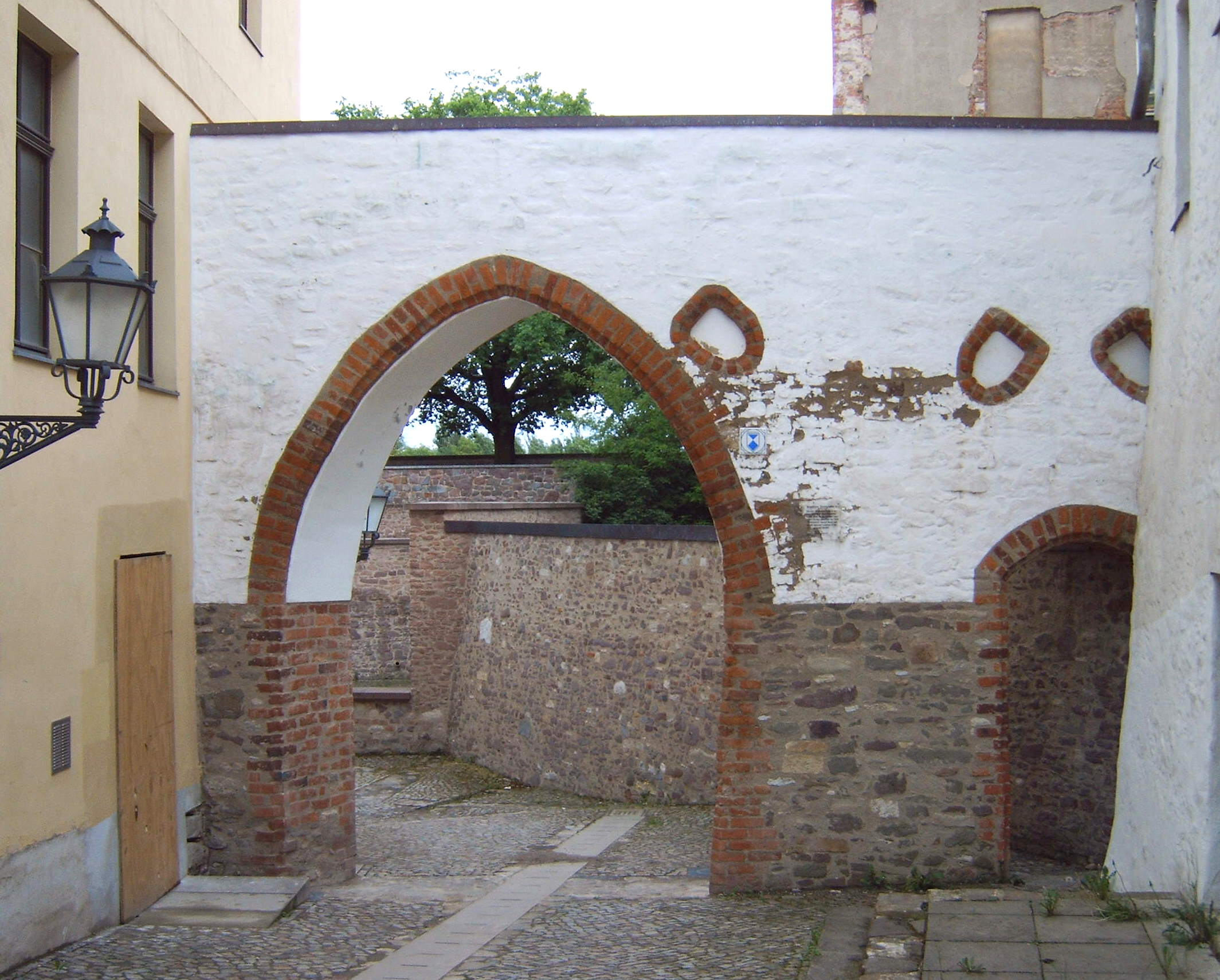
Stadtseite, 2007

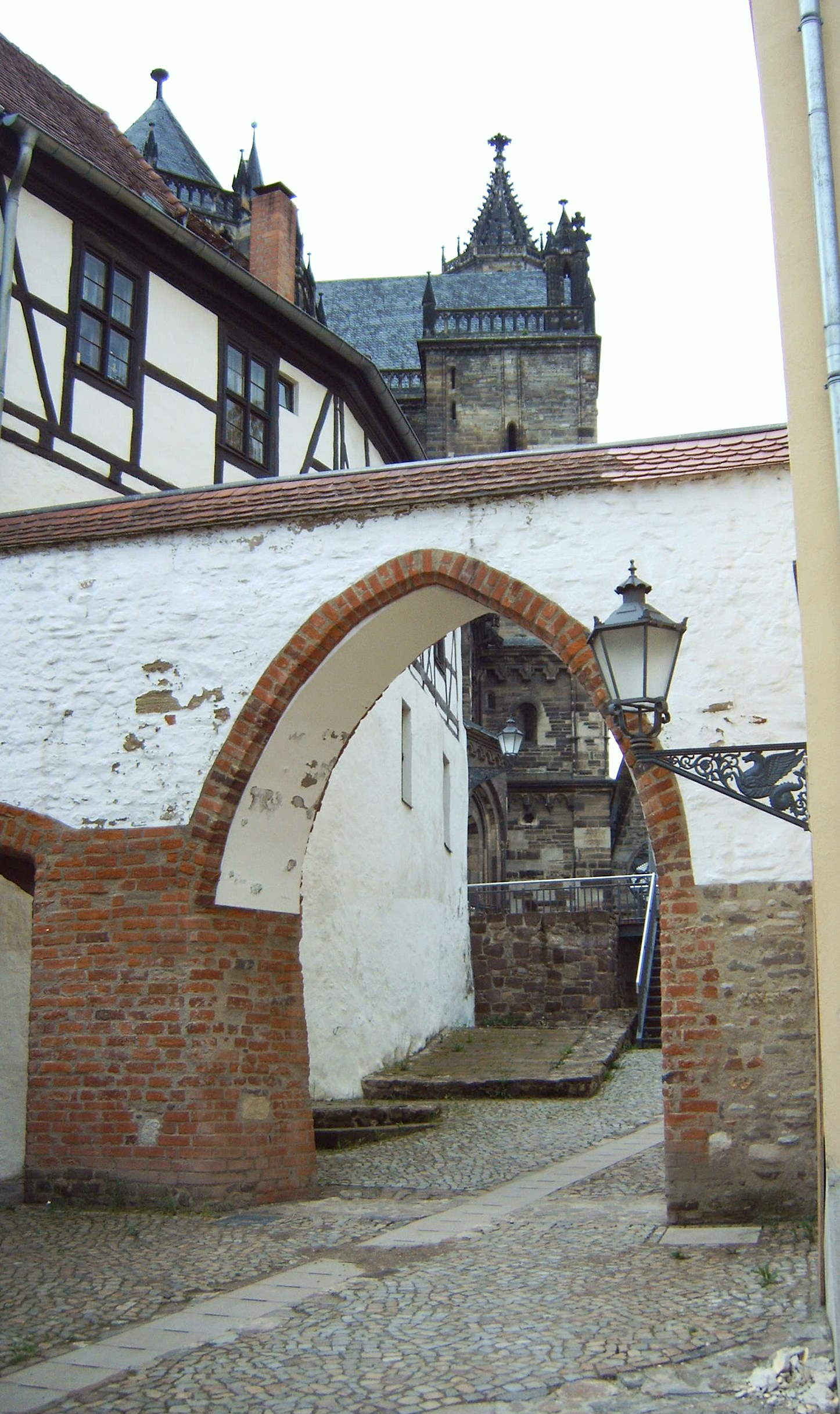
Ostseite

Die Ausfahrt an der Möllenvogtei ist das einzig erhalten gebliebene mittelalterliche Stadttor der Stadt Magdeburg.

## Geschichte
Das heute häufig nur als Stadttor, Stadttor Möllenvogtei oder Stadttor Domplatz 1 bezeichnete, unter Denkmalschutz stehende Tor wurde 1493, nach anderen Angaben erst 1495, in der Spätgotik zwischen der Domherrenkurie Remtergang 1 und der Alten Möllenvogtei als Teil der mittelalterlichen Stadtbefestigung gebaut. Zuvor stand an der Stelle der Hebbenstrid, ein turmähnliches Gebäude mit Torpassage, welches jedoch 1492 abgerissen wurde. In unmittelbarer Nähe des Chors des Magdeburger Doms in der Magdeburger Altstadt gelegen, diente es den Erzbischöfen und später den Administratoren als Verbindung zwischen dem westlich gelegenen Domplatz und dem östlich des Tores befindlichen Ufer der Elbe. Insbesondere fand hierdurch der Zugang zum 1377 eingerichteten, allerdings bereits 1520 als verfallen beschriebenen, erzbischöflichen Elbhafen statt. Außerdem gelangte man durch das Tor zu einem Weg, der außerhalb der Stadtbefestigung entlang der Elbe und auch zum südlich gelegenen Kloster Berge führte.
Durch den Ausbau der elbseitigen Stadtbefestigungsanlagen im Jahr 1525 verlor das Tor an Bedeutung. Es diente noch als Zugang zum Möllenvogteigarten und blieb so über die Jahrhunderte erhalten.

## Architektur
Das Tor führt als spitzbogige Durchfahrt durch eine teilweise verputzte, aus Back- und Bruchsteinen bestehende, etwa 7,0 Meter hohe und 0,90 Meter starke Mauer. Die Breite der Durchfahrt beträgt 3,50 Meter, die Scheitelhöhe 3,90 Meter. Südlich vom Tor befindet sich eine kleine, als Stichbogen gestaltete Pforte. Beide Durchlässe sind mit Ziegeln eingefasst. Auf der städtischen, also westlichen, Seite des Tors sind schräg sitzende Blenden in Form von Wappen eingefügt, die ursprünglich mit Wappen ausgestaltet waren. Vom höher gelegenen Niveau der Stadtseite her führt eine Rampe zum Tor hinab. Auffällig ist, dass die Leibung des Tors nicht im rechten Winkel durch die Mauer führt, sondern im schiefen Winkel verläuft. Ursache hierfür dürfte sein, dass der Weg früher auf der Außenseite scharf nach Südosten abbog. Heute führt der Weg stattdessen scharf nach Nordosten zum Möllenvogteigarten.
Im Denkmalverzeichnis des Landes Sachsen-Anhalt ist die Toranlage unter der Erfassungsnummer 094 06390 als Baudenkmal verzeichnet.